# Chrysocraspeda charites
Chrysocraspeda charites är en fjärilsart som beskrevs av Charles Oberthür 1916. Chrysocraspeda charites ingår i släktet Chrysocraspeda och familjen mätare. Inga underarter finns listade i Catalogue of Life.